# Vincetoxicum albovianum
Vincetoxicum albovianum är en oleanderväxtart som först beskrevs av Kusnez., och fick sitt nu gällande namn av Pobedim.. Vincetoxicum albovianum ingår i släktet tulkörter, och familjen oleanderväxter. Inga underarter finns listade i Catalogue of Life.